# نموذج تشريحي

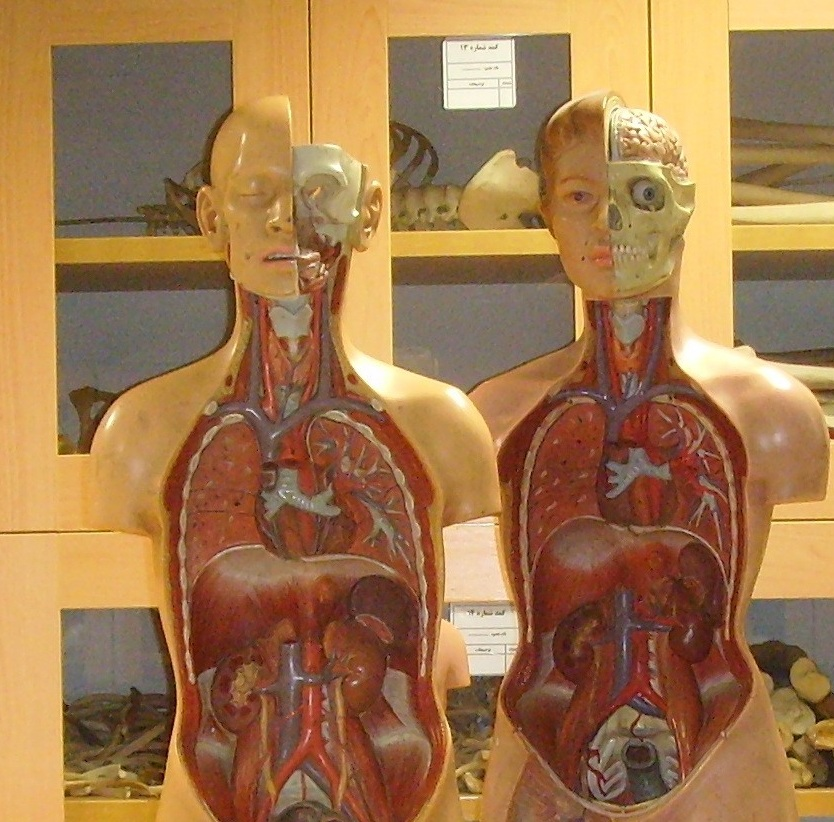

النموذج التشريحي (بالإنجليزية: Anatomical model)‏، هو تمثيل ثلاثي الأبعاد للتشريح الإنساني و الحيوانيِ. ويستخدم لغايات التعليم الطبي والبيولوجي.

## مواصفات النموذج
يمكن للنموذج أن يقدم التشريح بشكل جزئي أو أن يحتوي على أجزاء قابلة للإزالة مما يسمح للطالب بالإزالة والاطلاع على نماذج أجزاء الجسم. بعض النماذج يمكن أن تحتوي على مغارز تناسلية قابلة للتغيير وأجزاء أخرى قابلة للاستبدال مما يسمح للنموذج الصالح للجنسين بتمثيل نموذج واحد من كِلا الجنسين.
وعلى الرغم من وجود النماذج الحاسوبية ثلاثية الأبعاد كبديل؛ إلا أنّ النماذج التشريحية المادية لا تزال تمتلك ميزات في تقديم البصيرة في علم التشريح.